# Ibaraki (Ibaraki)

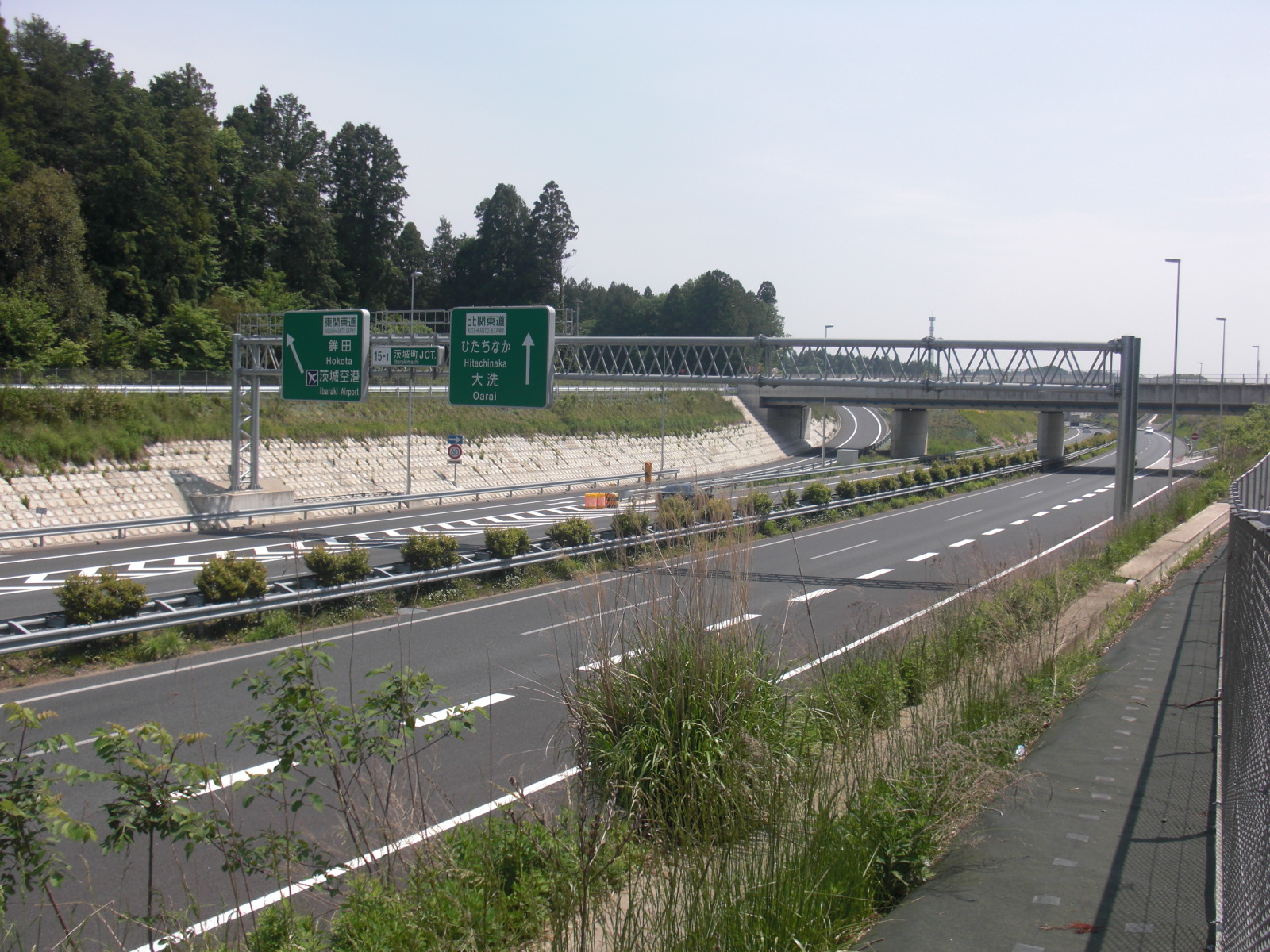
Vía de la población de Ibaraki en la Prefectura de Ibaraki

 Ibaraki  (茨城町 Ibaraki-machi?)  es una población situada en el Distrito de Higashiibaraki de la Prefectura de Ibaraki en Japón. 

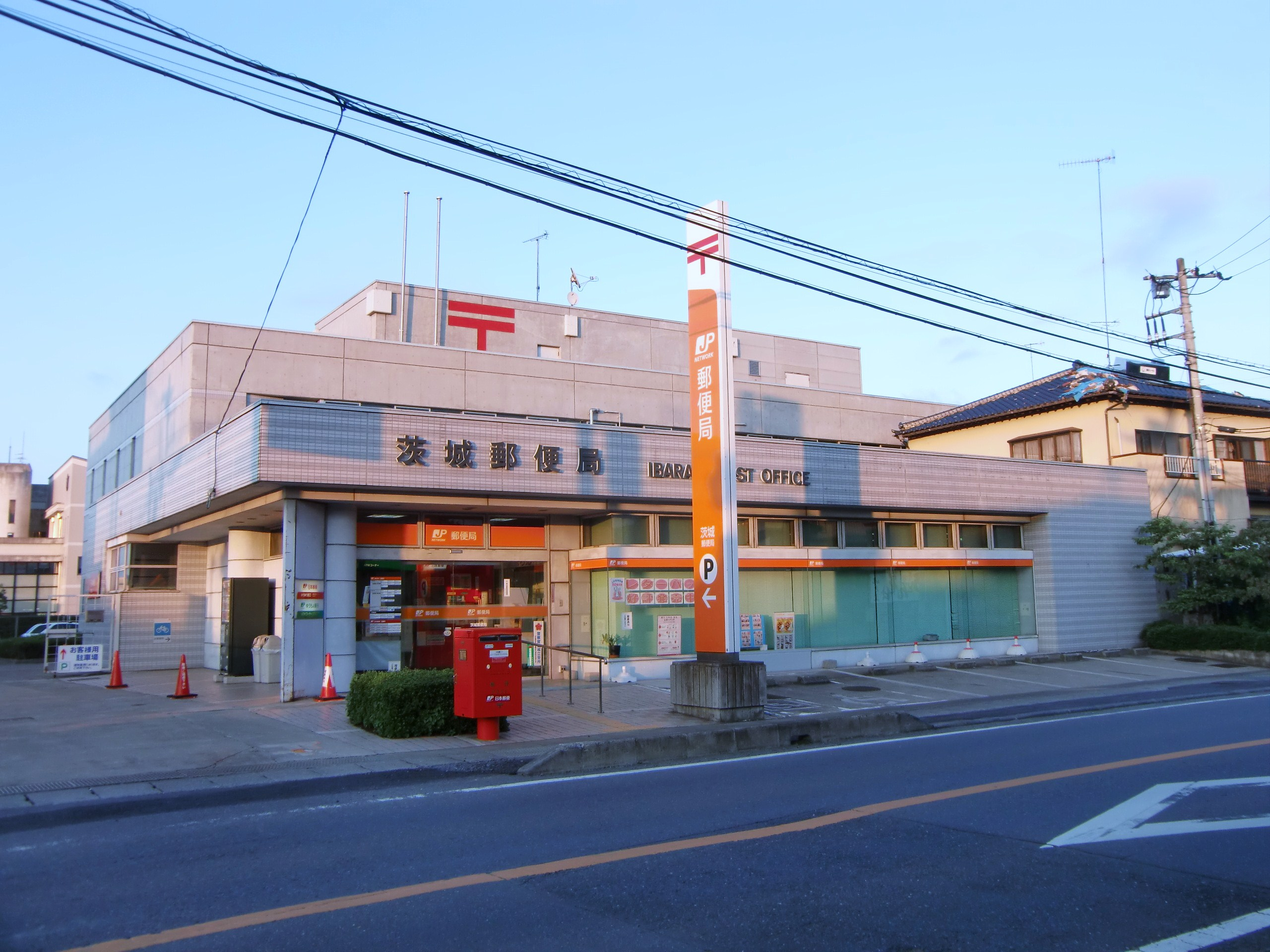
Oficina de correos [〒] de la población de Ibaraki en la Prefectura de Ibaraki

El 8 de diciembre de 2007, la población de Ibaraki (Ibaraki) estaba programado para fusionarse con la ciudad de Mito, pero esos planes fueron abandonados en abril de 2007.
Al 1 de diciembre de 2013, tenía una población de 33.337 habitantes y una densidad poblacional de 274 personas por km². La superficie total es de 121,64 km².

## Geografía
Al este de la población se localiza la laguna Hinuma (涸沼).  El área de la laguna y los parques alrededor de ella, se utilizan para actividades de esparcimiento como el camping, el windsurf y la pesca.
La localidad limita al norte con Mito (水戸市 Mito-shi), al oeste con Kasama (笠間市 Kasama-shi), al suroeste con Omitama (小美玉市 Omitama-shi), al sureste con Hokota (鉾田市 Hokota-shi), y al este con  Ōarai (大洗町Ōarai-machi).

## Centro de Licencias de conducir
En el barrio Nagaoka de esta población de Ibaraki (Ibaraki), queda el Centro de Licencias de conducir para vehículos de la Prefectura de Ibaraki (茨城県運転免許センターIbaraki-ken Unten Menkyo Sentā), que es el centro establecido para obtener por primera vez una licencia de conducir en la Prefectura de Ibaraki.

## Transporte
La capital de la prefectura, Mito, está situada a unos 12 km por la Ruta Nacional 6.
Tokio, está situada a unos 115 km de distancia, para llegar a ella (entre otras) se puede acceder por algunas de los intercambiadores a la autopista Kita-Kantō Expressway y posteriormente en la ciudad de Mito, en el cruce intercambiador “Tomobe JCT” tomar la autopista Jōban Expressway.